# Partido de La Plata
La Plata es uno de los 135 partidos que componen la provincia argentina de Buenos Aires. La cabecera del partido es la ciudad de La Plata, conocida dentro del partido como Casco Urbano, capital de la provincia de Buenos Aires. La cercanía del Casco Urbano y el aglomerado circundante conocido como Gran La Plata con el Gran Buenos Aires, y la creciente suburbanización de ambos aglomerados contribuyen a la fusión de los mismos en una única aglomeración urbana llamada Área Metropolitana de Buenos Aires (AMBA), aunque la identidad de ambas regiones tiene diferentes centros de gravedad. Es por este motivo, y por ser capital provincial, que La Plata y sus alrededores no son considerados ni como parte del interior de la Provincia de Buenos Aires ni como parte del Gran Buenos Aires.

## Geografía

### Localización
El partido de La Plata tiene 92.600 ha, lo que representa un 0,3 % de la superficie total de la provincia de Buenos Aires. Está situada en el noreste del territorio bonaerense y limita al este con Berisso y Ensenada, al sur con Magdalena, al sudoeste y al oeste con Brandsen, al noroeste con San Vicente y al norte con Berazategui y Florencio Varela; a este partido también lo conforma la Isla Martín García a pesar de no poseer costas en el Río de la Plata en su parte continental.

### Clima
Su relieve es el de una llanura con ondulaciones leves, con suelos aptos para actividades agrícolas.
De clima templado, la temperatura media anual ronda los 16,3 °C y precipitaciones medias anuales calculadas en 1023 mm. Por su cercanía al Río de la Plata la humedad tiende a ser abundante, siendo la humedad media anual de 77,6. En cuanto al viento, su intensidad media anual llega a 12 km/h, siendo predominantes los vientos provenientes del Este, Noreste y Suroeste.

### Sismicidad
La región es de baja sismicidad. En el registro histórico, del Instituto Nacional de Prevención Sísmica, donde registra aquellos con intensidades mayores a 5 en la escala de Richter, solo se presenta una entrada: el terremoto del Río de la Plata de 1888, que fue el 5 de junio de 1888 (137 años), con una intensidad de 5,5 en la escala de Richter. Sin embargo hubo varios más con intensidades menores.

## Gobierno

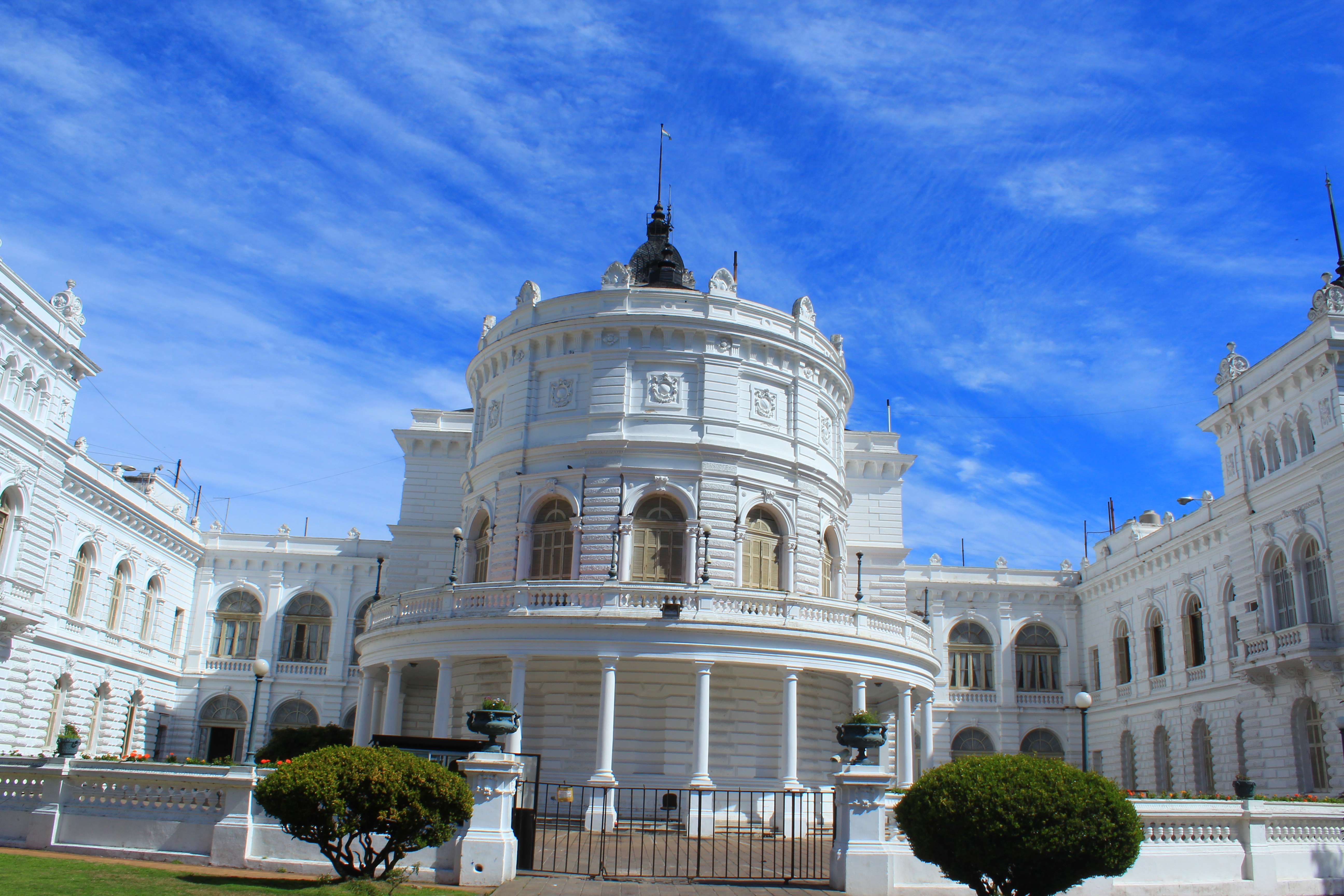
Palacio Municipal

Dado el sistema federal de gobierno, en Argentina hay 3 órdenes o escalafones: el Nacional, el Provincial y el Municipal. Así, corresponde referirse a los tres poderes en cada uno de estos escalafones.

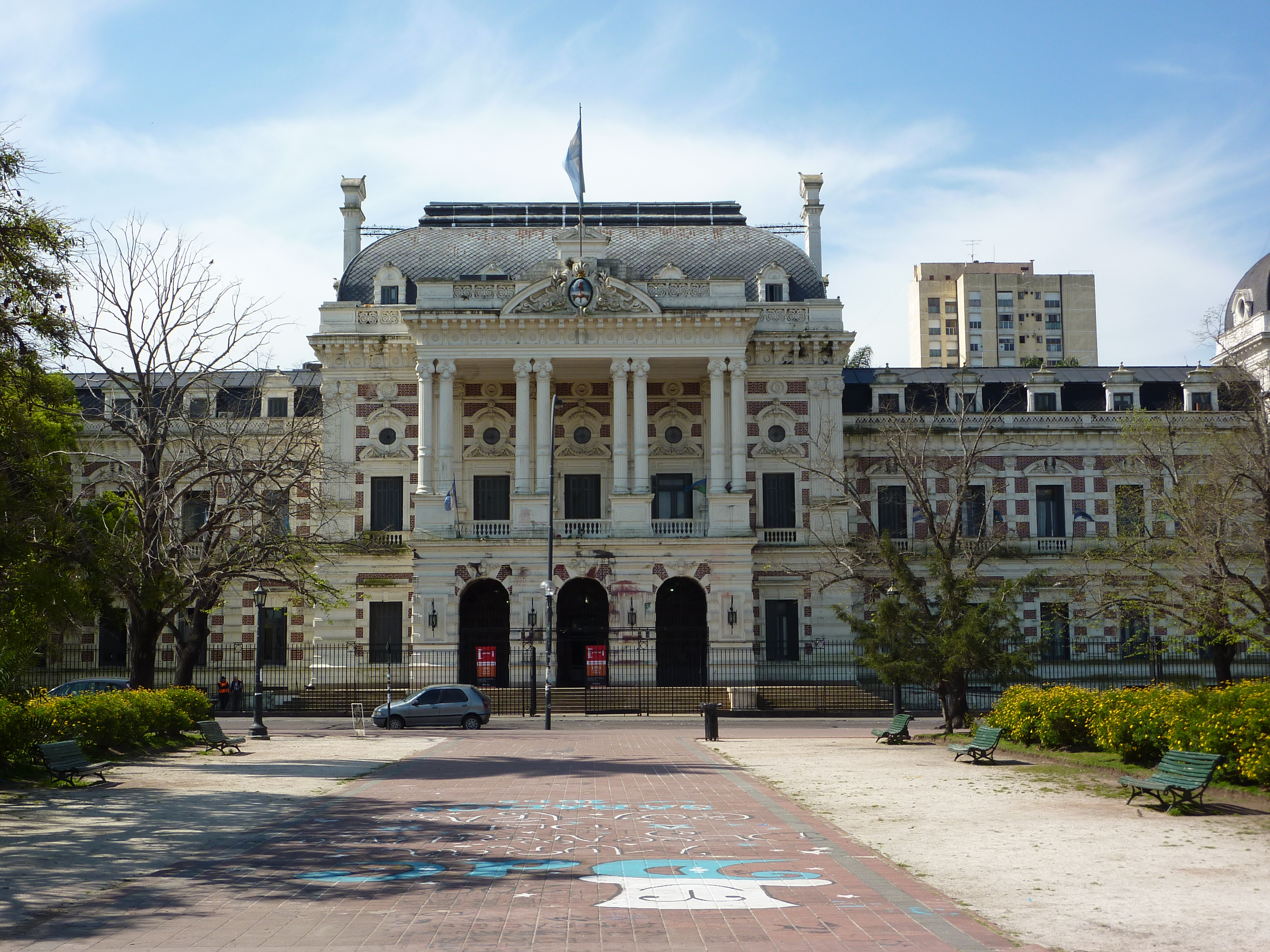
Casa de Gobierno de la Provincia de Buenos Aires (y Residencia del Gobernador)

El Poder Ejecutivo municipal en La Plata es ejercido por el intendente municipal, elegido por votación popular cada cuatro años, con posibilidad de reelección consecutiva limitada. El edificio gubernamental es conocido como el Palacio Municipal, ubicado entre las calles 51, 53, 11 y 12, en el centro de la ciudad; está separado de la catedral por la plaza Moreno.

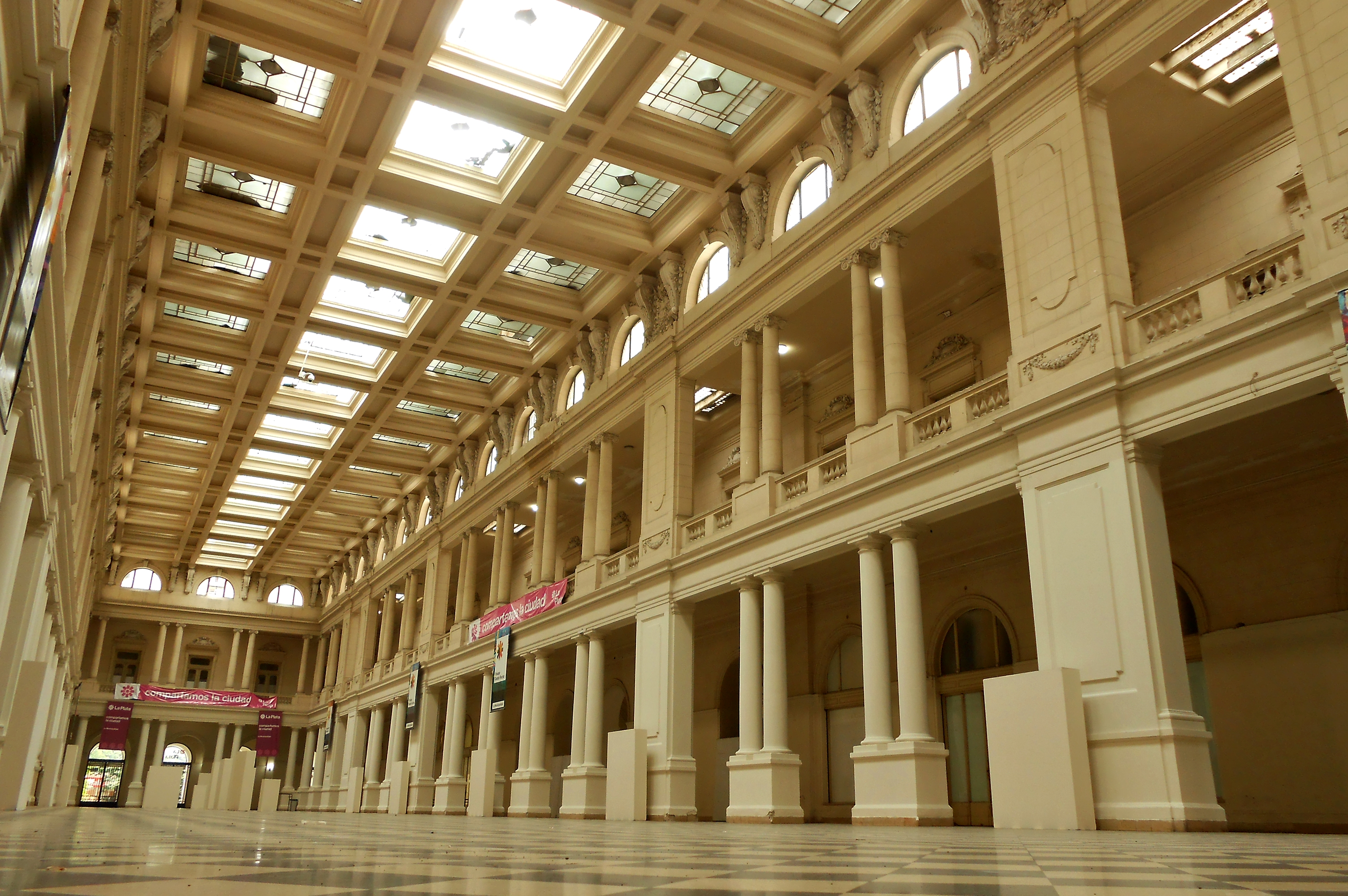
Hall central del Pasaje Dardo Rocha

El gobierno de la ciudad se divide en diferentes áreas. Estas son: Secretaría Privada, Secretaría General, Secretaría de Economía, Secretaría de Gestión Pública, Secretaría de Desarrollo Social, Secretaría de Cultura, Secretaría de Modernización y Desarrollo Económico, Secretaría de Justicia de Faltas, Secretaría de Salud y Medicina Social, Jefatura de Gabinete, Mercado Regional La Plata, Consorcio de Gestión Puerto La Plata, Unidad Ejecutora de Ingresos Públicos, Unidad Ejecutora Agencia Ambiental, Subsecretaría de Derechos Humanos, Secretaría de Gobierno, Consejo de Planificación de Políticas, Producción y Empleo Regional.
El Poder Legislativo comunal está a cargo del Concejo Deliberante, compuesto por 24 concejales elegidos por el voto popular para un período de cuatro años, renovándose el cuerpo por mitades cada dos años. Su sede se encuentra en el Palacio Municipal.
La Plata, además, por ser capital, es sede de los tres poderes provinciales: tanto el ejecutivo provincial —a partir del 11 de diciembre de 2019 a cargo de Axel Kicillof— junto con sus ministerios, el Poder judicial como el Poder legislativo provincial tienen su asiento en La Plata.

### Personalidades nacidas en la ciudad
- Carlos Saavedra Lamas, Premio Nobel de la Paz de 1936
- René Gerónimo Favaloro (La Plata, 12 de julio de 1923-Buenos Aires, 29 de julio de 2000) fue un inventor, educador y cardiocirujano argentino, reconocido mundialmente por haber desarrollado el bypass coronario con empleo de la vena safena magna.

- Cristina Elisabet Fernández de Kirchner, Presidente de la Nación Argentina durante 2 mandatos consecutivos, 10 de diciembre de 2007-9 de diciembre de 2015; Vicepresidente de la Nación Argentina en el período 10 de diciembre de 2019-10 de diciembre de 2023, Senadora Mandato Cumplido por las provincias de Santa Cruz y Buenos Aires.

- Pedro Bonifacio Palacios, poeta conocido por el seudónimo "Almafuerte"

## Política

### Elecciones municipales

#### Elecciones en la década de 2020
|  | 38,30 % |

|  | 38,16 % |

|  | 18,51 % |

|  | 5,03 % |

|  | 91,60 % |

|  | 7,74 % |

|  | 0,66 % |

|  | 75,95 % |

|  | 100 % |

|  | 46,00 % |

|  | 34,62 % |

|  | 7,91 % |

|  | 6,98 % |

|  | 4,49 % |

|  | 95,12 % |

|  | 3,79 % |

|  | 1,09 % |

|  | 71,42 % |

|  | 100 % |

#### Elecciones en la década de 2010
|  | 48,61 % |

|  | 40,93 % |

|  | 5,07 % |

|  | 4,13 % |

|  | 1,27 % |

|  | 95,30 % |

|  | 4,04 % |

|  | 0,66 % |

|  | 79,64 % |

|  | 100 % |

|  | 48,13 % |

|  | 27,33 % |

|  | 8,97 % |

|  | 6,29 % |

|  | 3,57 % |

|  | 2,45 % |

|  | 0,89 % |

|  | 96,76 % |

|  | 2,44 % |

|  | 0,80 % |

|  | 76,56 % |

|  | 100 % |

|  | 41,64 % |

|  | 28,19 % |

|  | 15,98 % |

|  | 5,66 % |

|  | 4,78 % |

|  | 3,76 % |

|  | 92,62 % |

|  | 6,86 % |

|  | 0,53 % |

|  | 79,99 % |

|  | 100 % |

|  | 31,50 % |

|  | 17,39 % |

|  | 16,25 % |

|  | 11,08 % |

|  | 7,44 % |

|  | 6,91 % |

|  | 5,14 % |

|  | 2,83 % |

|  | 1,47 % |

|  | 95,31 % |

|  | 3,54 % |

|  | 1,15 % |

|  | 79,54 % |

|  | 100 % |

|  | 45,32 % |

|  | 12,87 % |

|  | 10,68 % |

|  | 8,61 % |

|  | 6,89 % |

|  | 4,72 % |

|  | 3,75 % |

|  | 3,46 % |

|  | 2,47 % |

|  | 1,22 % |

|  | 91,46 % |

|  | 7,71 % |

|  | 0,83 % |

|  | 79,37 % |

|  | 100 % |

#### Elecciones en la década de 2000
|  | 20,76 % |

|  | 13,98 % |

|  | 34,74 % |

|  | 27,21 % |

|  | 25,57 % |

|  | 4,55 % |

|  | 2,06 % |

|  | 1,80 % |

|  | 0,80 % |

|  | 0,76 % |

|  | 0,69 % |

|  | 0,55 % |

|  | 0,49 % |

|  | 0,46 % |

|  | 0,33 % |

|  | 92,13 % |

|  | 6,47 % |

|  | 1,40 % |

|  | 74,96 % |

|  | 100 % |

|  | 25,75 % |

|  | 21,01 % |

|  | 15,58 % |

|  | 10,27 % |

|  | 7,86 % |

|  | 4,31 % |

|  | 3,09 % |

|  | 2,78 % |

|  | 1,76 % |

|  | 1,57 % |

|  | 1,04 % |

|  | 1,01 % |

|  | 0,83 % |

|  | 0,69 % |

|  | 0,63 % |

|  | 0,60 % |

|  | 0,35 % |

|  | 0,30 % |

|  | 0,26 % |

|  | 0,20 % |

|  | 0,09 % |

|  | 90,18 % |

|  | 8,80 % |

|  | 1,02 % |

|  | 77,55 % |

|  | 100 % |

|  | 28,38 % |

|  | 15,74 % |

|  | 14,02 % |

|  | 12,12 % |

|  | 7,85 % |

|  | 6,57 % |

|  | 2,87 % |

|  | 1,91 % |

|  | 0,20 % |

|  | 1,58 % |

|  | 1,58 % |

|  | 1,12 % |

|  | 0,85 % |

|  | 0,70 % |

|  | 0,66 % |

|  | 0,43 % |

|  | 0,39 % |

|  | 0,38 % |

|  | 0,36 % |

|  | 0,32 % |

|  | 0,19 % |

|  | 0,18 % |

|  | 0,17 % |

|  | 0,05 % |

|  | 89,12 % |

|  | 8,69 % |

|  | 2,20 % |

|  | 76,40 % |

|  | 100 % |

|  | 32,25 % |

|  | 21,43 % |

|  | 9,52 % |

|  | 8,09 % |

|  | 7,66 % |

|  | 5,84 % |

|  | 4,08 % |

|  | 3,54 % |

|  | 1,49 % |

|  | 1,04 % |

|  | 0,97 % |

|  | 0,76 % |

|  | 0,60 % |

|  | 0,55 % |

|  | 0,48 % |

|  | 0,76 % |

|  | 0,37 % |

|  | 0,35 % |

|  | 0,32 % |

|  | 0,24 % |

|  | 0,01 % |

|  | 93,27 % |

|  | 6,05 % |

|  | 0,60 % |

|  | 85,00 % |

|  | 100 % |

|  | 31,93 % |

|  | 4,86 % |

|  | 2,06 % |

|  | 0,94 % |

|  | 0,58 % |

|  | 40,36 % |

|  | 13,48 % |

|  | 11,79 % |

|  | 8,09 % |

|  | 5,64 % |

|  | 4,30 % |

|  | 3,38 % |

|  | 2,96 % |

|  | 2,40 % |

|  | 2,25 % |

|  | 1,52 % |

|  | 1,39 % |

|  | 0,67 % |

|  | 0,62 % |

|  | 0,60 % |

|  | 0,54 % |

|  | 73,23 % |

|  | 8,65 % |

|  | 18,12 % |

|  | 76,69 % |

|  | 100 % |

#### Elecciones en la década de 1990
|  | 38,80 % |

|  | 7,72 % |

|  | 6,40 % |

|  | 52,92 % |

|  | 42,76 % |

|  | 1,41 % |

|  | 0,87 % |

|  | 0,77 % |

|  | 0,57 % |

|  | 0,38 % |

|  | 0,32 % |

|  | 89,12 % |

|  | 6,06 % |

|  | 1,17 % |

|  | 79,28 % |

|  | 100 % |

|  | 50,31 % |

|  | 33,82 % |

|  | 4,48 % |

|  | 1,16 % |

|  | 1,09 % |

|  | 1,09 % |

|  | 1,02 % |

|  | 0,95 % |

|  | 0,81 % |

|  | 89,12 % |

|  | 6,06 % |

|  | 1,17 % |

|  | 79,28 % |

|  | 100 % |

|  | 47,93 % |

|  | 24,96 % |

|  | 20,40 % |

|  | 1,92 % |

|  | 1,72 % |

|  | 0,70 % |

|  | 0,53 % |

|  | 0,44 % |

|  | 0,32 % |

|  | 0,28 % |

|  | 0,19 % |

|  | 0,17 % |

|  | 0,16 % |

|  | 0,14 % |

|  | 0,13 % |

|  | 94,27 % |

|  | 5,23 % |

|  | 0,50 % |

|  | 82,93 % |

|  | 100 % |

|  | 43,65 % |

|  | 31,34 % |

|  | 8,02 % |

|  | 6,95 % |

|  | 4,76 % |

|  | 1,40 % |

|  | 1,12 % |

|  | 0,88 % |

|  | 0,57 % |

|  | 0,47 % |

|  | 0,32 % |

|  | 0,29 % |

|  | 0,22 % |

|  | 94,22 % |

|  | 4,81 % |

|  | 0,97 % |

|  | 82,27 % |

|  | 100 % |

|  | 33,73 % |

|  | 29,12 % |

|  | 14,50 % |

|  | 6,50 % |

|  | 3,70 % |

|  | 3,69 % |

|  | 2,62 % |

|  | 1,95 % |

|  | 1,74 % |

|  | 0,77 % |

|  | 0,66 % |

|  | 0,38 % |

|  | 0,34 % |

|  | 0,27 % |

|  | 95,15 % |

|  | 4,00 % |

|  | 0,85 % |

|  | 82,78 % |

|  | 100 % |

#### Elecciones en la década de 1980
|  | 43,86 % |

|  | 38,56 % |

|  | 8,82 % |

|  | 4,23 % |

|  | 3,56 % |

|  | 0,41 % |

|  | 0,30 % |

|  | 0,26 % |

|  | 90,22 % |

|  | 9,33 % |

|  | 0,45 % |

|  | 87,80 % |

|  | 100 % |

|  | 41,26 % |

|  | 37,80 % |

|  | 10,87 % |

|  | 3,03 % |

|  | 2,06 % |

|  | 1,50 % |

|  | 1,50 % |

|  | 1,24 % |

|  | 0,53 % |

|  | 0,35 % |

|  | 0,32 % |

|  | 0,27 % |

|  | 0,22 % |

|  | 0,09 % |

|  | 97,97 % |

|  | 1,58 % |

|  | 0,45 % |

|  | 86,09 % |

|  | 100 % |

|  | 45,32 % |

|  | 22,52 % |

|  | 9,77 % |

|  | 6,85 % |

|  | 4,26 % |

|  | 3,47 % |

|  | 2,99 % |

|  | 1,83 % |

|  | 1,74 % |

|  | 0,38 % |

|  | 0,31 % |

|  | 0,30 % |

|  | 0,27 % |

|  | 98,32 % |

|  | 1,17 % |

|  | 0,51 % |

|  | 85,22 % |

|  | 100 % |

|  | 52,65 % |

|  | 33,17 % |

|  | 5,24 % |

|  | 2,54 % |

|  | 1,41 % |

|  | 1,17 % |

|  | 0,79 % |

|  | 0,77 % |

|  | 0,70 % |

|  | 0,58 % |

|  | 0,42 % |

|  | 0,23 % |

|  | 0,21 % |

|  | 0,12 % |

|  | 95,88 % |

|  | 3,85 % |

|  | 0,27 % |

|  | 85,80 % |

|  | 100 % |

#### Elecciones en la década de 1970 y 1960
|  | 43,88 % |

|  | 27,68 % |

|  | 9,99 % |

|  | 6,94 % |

|  | 6,02 % |

|  | 2,14 % |

|  | 1,65 % |

|  | 1,27 % |

|  | 0,43 % |

|  | 97,32 % |

|  | 2,39 % |

|  | 0,29 % |

|  | 40,71 % |

|  | 32,98 % |

|  | 4,91 % |

|  | 4,68 % |

|  | 3,21 % |

|  | 2,39 % |

|  | 1,90 % |

|  | 1,71 % |

|  | 1,54 % |

|  | 1,34 % |

|  | 1,08 % |

|  | 1,07 % |

|  | 1,00 % |

|  | 0,92 % |

|  | 0,41 % |

|  | 0,15 % |

|  | 97,63 % |

|  | 2,37 % |

|  | 38,24 % |

|  | 22,49 % |

|  | 9,20 % |

|  | 8,57 % |

|  | 6,67 % |

|  | 3,99 % |

|  | 4,50 % |

|  | 3,66 % |

|  | 1,80 % |

|  | 0,52 % |

|  | 0,35 % |

|  | 0,01 % |

|  | 79,10 % |

|  | 19,83 % |

|  | 1,06 % |

## Zonas y localidades

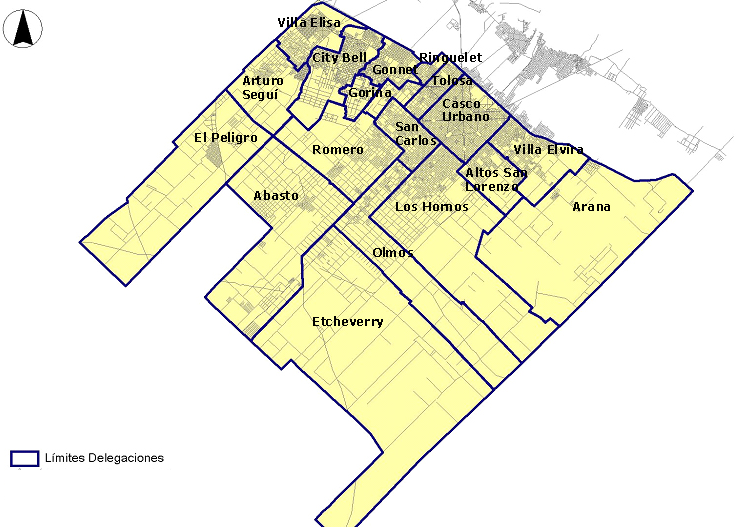

Según las definiciones del INDEC en el partido de La Plata se encuentran los siguientes barrios y localidades (población en 2001):
- Country Club El Rodeo: 182 hab.[9]
- Gran Buenos Aires. Entidades: 925 hab.
  - Barrio Ruta Sol: 925 hab.
- Gran La Plata. Entidades: 563.943 hab.
  - Abasto: 6.800 hab.
  - Altos de San Lorenzo: 30.192 hab.
  - Ángel Etcheverry: 2.929 hab.
  - Arturo Seguí: 3.894 hab.
  - Barrio El Carmen (Oeste): 5.906 hab.
  - Barrio Gambier: 7.477 hab.
  - Barrio Las Malvinas: 11.414 hab.
  - Barrio Las Quintas: 8.003 hab.
  - City Bell: 26.612 hab.
  - Eduardo Arana: 268 hab.
  - El Peligro: 1.862 hab.
  - El Retiro: 12.649 hab.
  - Joaquín Gorina: 6.857 hab.
  - José Hernández: 5.333 hab.
  - La Cumbre: 7.313 hab.
  - Casco Urbano, cabecera, capital de la provincia: 200.527 hab.
  - Lisandro Olmos: 17.872 hab.
  - Los Hornos: 51.265 hab.
  - Manuel B. Gonnet: 21.416 hab.
  - Melchor Romero: 22.511 hab.
  - Ringuelet: 15.312 hab.
  - San Carlos: 43.266 hab.
  - Tolosa: 44.977 hab.
  - Transradio: 3.713 hab.
  - Villa Elisa: 22.229 hab.
  - Villa Elvira: 62.480 hab.
  - Villa Garibaldi: 242 hab.
  - Villa Montoro: 13.835 hab.
  - Villa Parque Sicardi: 1.228 hab.
- Ignacio Correas: 138 hab.
- Lomas de Copello: 216 hab.
- Población rural dispersa: 8.965 hab.

Por otra parte la Municipalidad de La Plata tiene el territorio del partido dividido en veinte delegaciones.
1. . Villa Elvira
2. . Tolosa
3. . Ringuelet
4. . Manuel B. Gonnet
5. . José Hernández
6. . Joaquín Gorina
7. . Los Hornos
8. . San Carlos
9. . City Bell
10. . Savoia
11. . Altos de San Lorenzo
12. . Villa Elisa
13. . El Peligro
14. . Arturo Seguí
15. . Melchor Romero
16. . Colonia Urquiza
17. . Abasto
18. . Lisandro Olmos
19. . Ángel Etcheverry
20. . Eduardo Arana

Además del "Casco Urbano" 
También pertenece a La Plata el exclave del Río de La Plata de:
- Isla Martín García: 218 hab.

Los barrios o zonas que pertenecen a la Plata son:
- Barrio Aeropuerto (Villa Elvira)
- Barrio El Carmen Oeste
- Barrio El Gigante del Oeste (Lisandro Olmos)
- Barrio Hipódromo (Casco Urbano)
- Barrio Las Malvinas (San Carlos)
- Barrio Monasterio (Villa Elvira)
- Barrio Norte (Casco Urbano)
- Barrio Santa Ana (Melchor Romero)
- Barrio Savoia (City Bell)
- Colonia Urquiza (Melchor Romero)
- El Mondongo (Casco Urbano)
- El Palihue (Villa Elvira)
- El Retiro (San Carlos)
- Gambier (San Carlos)
- La Cumbre (San Carlos)
- La Granja (San Carlos)
- La Loma (Casco Urbano)
- Las Quintas (San Carlos)
- Rufino de Elizalde (Altos de San Lorenzo)
- Villa Castells (Gonnet)
- Villa Garibaldi (Arana)
- Villa Montoro (Villa Elvira)
- Villa Parque Sicardi (Villa Garibaldi)

## Educación
La ciudad cuenta con una buena cantidad de instituciones educativas de los distintos niveles, tanto públicos como privados. Los colegios públicos más reconocidos son tres de los cuatro pertenecientes a la UNLP: el Colegio Nacional Rafael Hernández, el Liceo Víctor Mercante y el Bachillerato de Bellas Artes.
La Plata es símbolo de una insigne y prolífica academia. La física, la astronomía, la biología, han sido indudablemente los campos que los científicos de esta ciudad, por encima de sus pares en el país y la región, han dominado.
En cuanto a instituciones académicas refiere, se destaca ampliamente la Universidad Nacional de La Plata (UNLP), siendo ésta una de las más importantes universidades nacionales del país junto con la UBA y la UNC. Fue la cuarta en fundarse en Argentina, siendo la primera la Universidad Nacional de Córdoba, la segunda la Universidad de Buenos Aires y la tercera la Universidad Nacional del Litoral (Santa Fe). La UNLP posee 90.000 alumnos. En esta universidad, Ernesto Sabato se graduó en física, pasó a enseñar en la Sorbona y el MIT antes de convertirse en un famoso novelista. El doctor René Favaloro fue otro famoso alumno. Durante sus primeros años, atrajo a un número de intelectuales de renombre del mundo de habla hispana, como el dominicano Pedro Henríquez Ureña. Adolfo Pérez Esquivel, escultor, arquitecto y militante pacifista, quien obtuviera el Premio Nobel de la Paz en 1980, también estudio en la UNLP.
También es asiento de la Universidad Católica de La Plata, la Universidad Notarial Argentina, la Universidad del Este, y además, cuenta con una Facultad Regional de la Universidad Tecnológica Nacional (localizada en Berisso), y con la Universidad Pedagógica. Éstas atraen estudiantes de todo el país —e incluso del extranjero—, dándole a la ciudad una rica vida cultural joven.
Cabe señalar que en el casco urbano también funcionó la Universidad Popular Sarmiento, de la que fuera rectora durante varios años Josefina Pasadori.
También hay varias instituciones que ofrecen estudios terciarios, como el Instituto Superior de Ciencias (ISCI) y el Instituto Educativo CESALP. Y otros institutos que enseñan distintos lenguajes como el inglés, francés, portugués e italiano.
El 29 de septiembre de 2008 por decreto del poder ejecutivo nacional empezaron las actividades de la Universidad del Este.

## Salud
Respecto a los centros de salud, estos pueden ser públicos provinciales como puede ser el Hospital Interzonal de Agudos Especializado en Pediatría «Sor María Ludovica», o municipales principalmente unidades sanitarias (por ejemplo, la Unidad Sanitaria Nº13), o de origen privado, como puede ser el Instituto Médico Platense.
En 1991, según el censo de ese año, le porcentaje de población sin cobertura médica (esto incluye a personas que están sin obra social ni tampoco están afiliados a un plan médico o mutual) era del 26,9 %. Dicha cifra aumentó en el censo de 2001, siendo esta de 37,3 %.
| Tasa de mortalidad infantil. | Tasa de mortalidad infantil. | Tasa de mortalidad infantil. | Tasa de mortalidad infantil. | Tasa de mortalidad infantil. | Tasa de mortalidad infantil. | Tasa de mortalidad infantil. | Tasa de mortalidad infantil. | Tasa de mortalidad infantil. | Tasa de mortalidad infantil. | Tasa de mortalidad infantil. | Tasa de mortalidad infantil. | Tasa de mortalidad infantil. | Tasa de mortalidad infantil. |       |       |
| Años                         | 1991                         | 1992                         | 1993                         | 1994                         | 1995                         | 1996                         | 1997                         | 1998                         | 1999                         | 2000                         | 2001                         | 2002                         | 2003                         | 2004  | 2005  |
| ---------------------------- | ---------------------------- | ---------------------------- | ---------------------------- | ---------------------------- | ---------------------------- | ---------------------------- | ---------------------------- | ---------------------------- | ---------------------------- | ---------------------------- | ---------------------------- | ---------------------------- | ---------------------------- | ----- | ----- |
| La Plata                     | 21,0%                        | 23,1%                        | 20,4%                        | 19,7%                        | 19,7%                        | 21,6%                        | 15,8%                        | 17,7%                        | 14,1%                        | 11,6%                        | 14,6%                        | 15,4%                        | 14,3%                        | 10,9% | 12,4% |
| Total Provincia              | 22,8%                        | 21,9%                        | 20,8%                        | 20,7%                        | 20,3%                        | 19,4%                        | 17,7%                        | 18,3%                        | 16,6%                        | 14,9%                        | 14,8%                        | 15,7%                        | 16,2%                        | 13,0% | 12,9% |

## Demografía

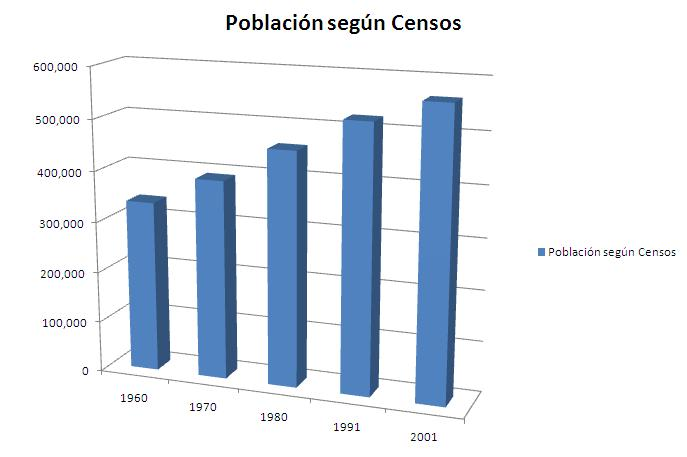
Evolución de la población platense desde 1960 a 2001.

Considerando sólo al partido de La Plata, su población tuvo desde 1960 la siguiente evolución:
- Censo 1960: 337 060 habitantes.[23]
- Censo 1970: 391 247 habitantes.[23]
- Censo 1980: 459 054 habitantes.[24]
- Censo 1991: 521 936 habitantes.[24]
- Censo 2001: 563 943 habitantes.[25]
- Censo 2010: 654 324 habitantes.[26]
- Censo 2022: 772 618 habitantes.[27]

Nótese como en 1991 a 2001 desaceleró su crecimiento, como le sucedió a muchas ciudades argentinas, sin embargo mantiene aún un incesante crecimiento, y es el segundo partido más poblado de la Provincia de Buenos Aires (detrás de La Matanza).
En tanto en su aglomerado Gran La Plata contó con 694 253 en 2001, creciendo en 2010 a 799 523 habitantes,y posteriormente a 937 818 habitantes en el 2022, lo que la sitúa hasta el momento como la aglomeración 6.ª de Argentina.
La población es eminentemente descendiente de españoles e italianos, aunque también se destacan las comunidades de alemanes, árabes, polacos, judíos, británicos, paraguayos, peruanos y bolivianos, por mencionar solo algunos.
| Población | 60 991 | 138 196   | 303 610   | 338 772  | 408 300  | 477 175  | 541 905  | 574 369 | 654 324  | 772 618  |
| Variación | -      | +126,58 % | +119,69 % | +11,58 % | +20,52 % | +16,86 % | +13,56 % | +5,99 % | +13,92 % | +18,07 % |

Fuente: Instituto Nacional de Estadísticas y Censos, INDEC

## Arquitectura
El partido cuenta con el Estadio Ciudad de La Plata de arquitectura moderna influenciada por arquitectura High-tech, mediante un concurso nacional que se modificó en un proyecto posterior para ampliar su capacidad y cubrirlo. Consta con una cubierta semitransaparente de kevlar y resinas plásticas.

## Infraestructura

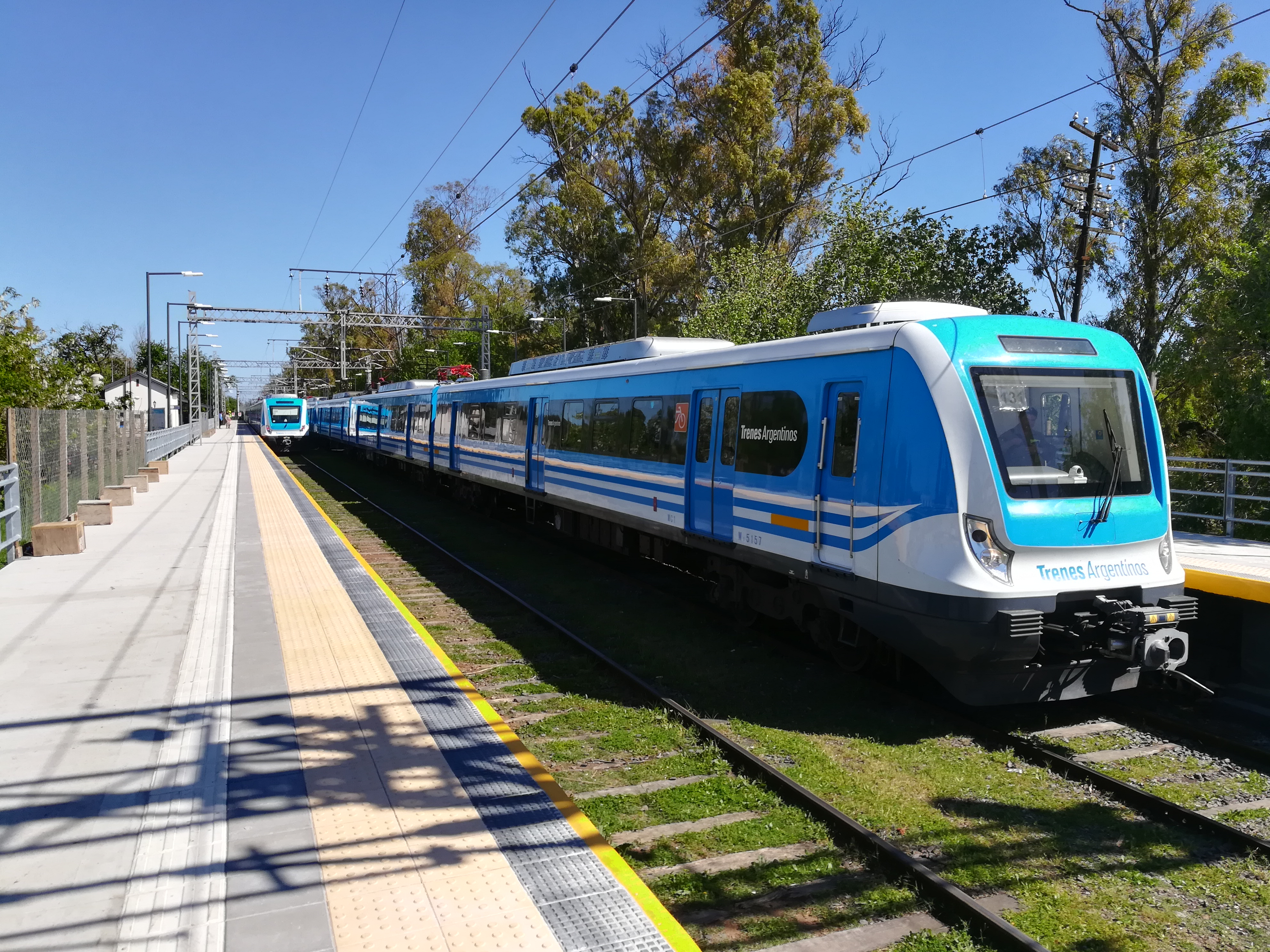
Estación Gonnet del Ferrocarril Roca.

### Transportes
En el interior del casco urbano corren 23 líneas de colectivos (6 municipales regulares:520,506, Norte, Sur, Este y Oeste; 5 municipales semirrápidos: 273 SEMIRRAPIDO, 273 TOP, 508, 518, y 561; Las provinciales de recorrido urbano: 202, 203, 214, 215, 225, 273, 275, 290, 307, 338, 340, 411, 414 y 418; y 2 nacionales: 129, 195), las cuales comunican con las localidades colindantes a la ciudad que pertenecen al Partido de La Plata (Tolosa, Ringuelet, Manuel B. Gonnet, City Bell, Villa Elisa, Joaquín Gorina, Arturo Seguí, José Hernández, San Carlos, Melchor Romero, Abasto, Los Hornos, Lisandro Olmos, Ángel Etcheverry, El Peligro, Altos de San Lorenzo, Villa Elvira, Villa Garibaldi e Ignacio Correas, entre otras); en el caso de las líneas provinciales, cubren servicios con los vecinos Partidos de Berisso, Ensenada, Berazategui, Florencio Varela, Brandsen, San Vicente, Monte, Las Flores y Magdalena; y las nacionales ofrecen conexiones con la ciudad de Buenos Aires.

Las unidades de colectivos que recorren la ciudad disponen de sistemas de posicionamiento satelital (GPS) en todas las unidades móviles municipales y provinciales para efectuar el monitoreo de recorridos, cumplimientos de horarios y frecuencias. Permite también, en algunas paradas, informar a los usuarios del tiempo aproximado de llegada de la unidad.

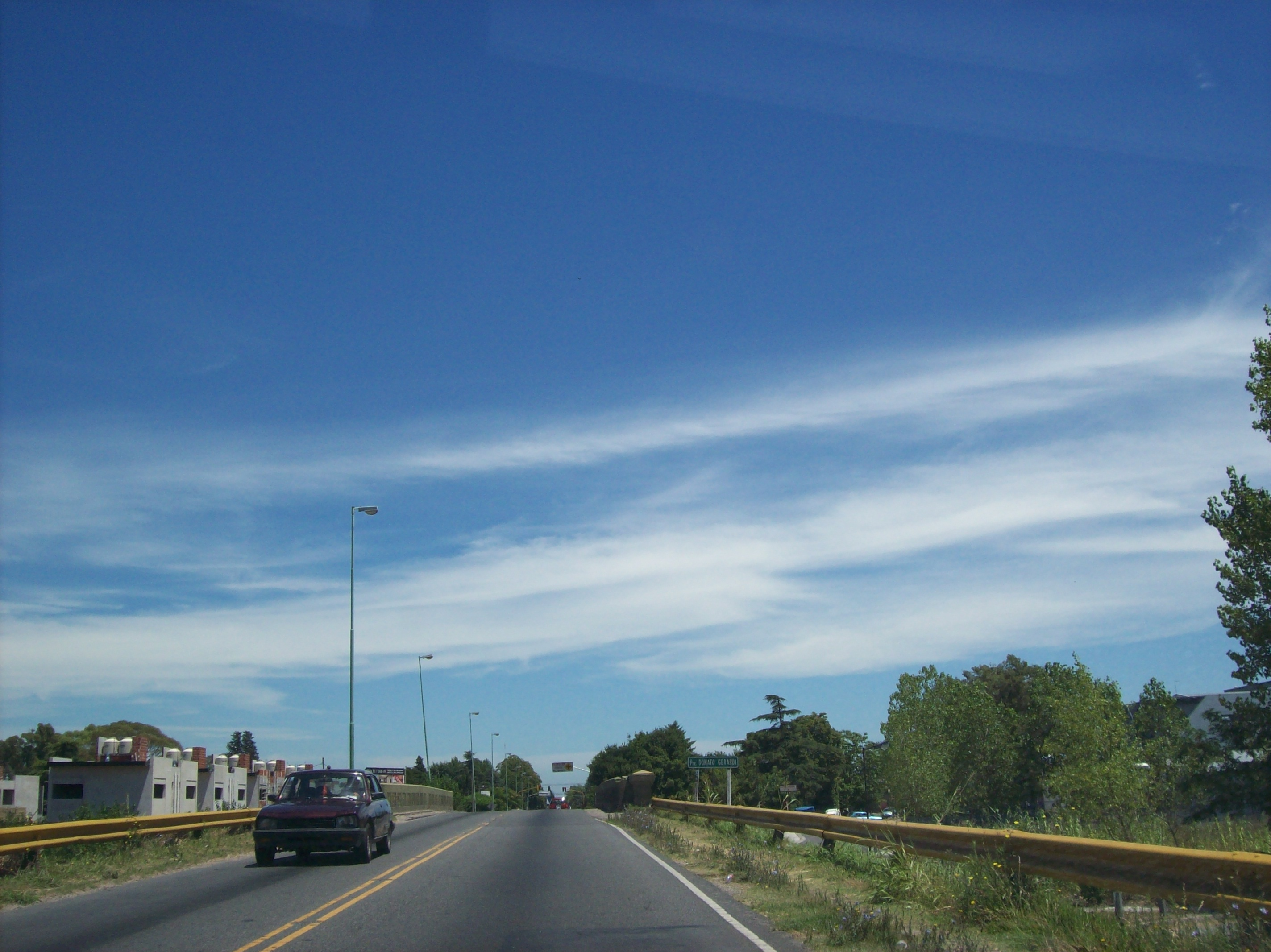
Camino General Belgrano hacia el oeste en Manuel B. Gonnet. En el centro de la imagen, el puente de hormigón «Donato Gerardi», construido a principios del siglo XX, sobre las vías del ferrocarril entre Ringuelet y Coronel Brandsen.

Está vinculada principalmente con la ciudad de Buenos Aires por el Ferrocarril General Roca, en este momento en manos del Estado Nacional, y por la Autopista Ricardo Balbín (más conocida como autopista Buenos Aires-La Plata), de 50 km de longitud, lo que hace más rápida las comunicaciones entre sus habitantes. El Ferrocarril General Roca conecta la ciudad con gran parte de las localidades del sur del Gran Buenos Aires y con la ciudad de Buenos Aires.
Otras conexiones de importancia con el Gran Buenos Aires y el Interior son el Ferrocarril Provincial (actualmente clausurado), la Avenida Juan Domingo Perón (más conocida como Camino Centenario), el Camino General Belgrano (Ruta Provincial 1, ex Ruta Nacional 1), la Ruta Provincial 215, las Rutas Provinciales RP 6 y la RP 11.

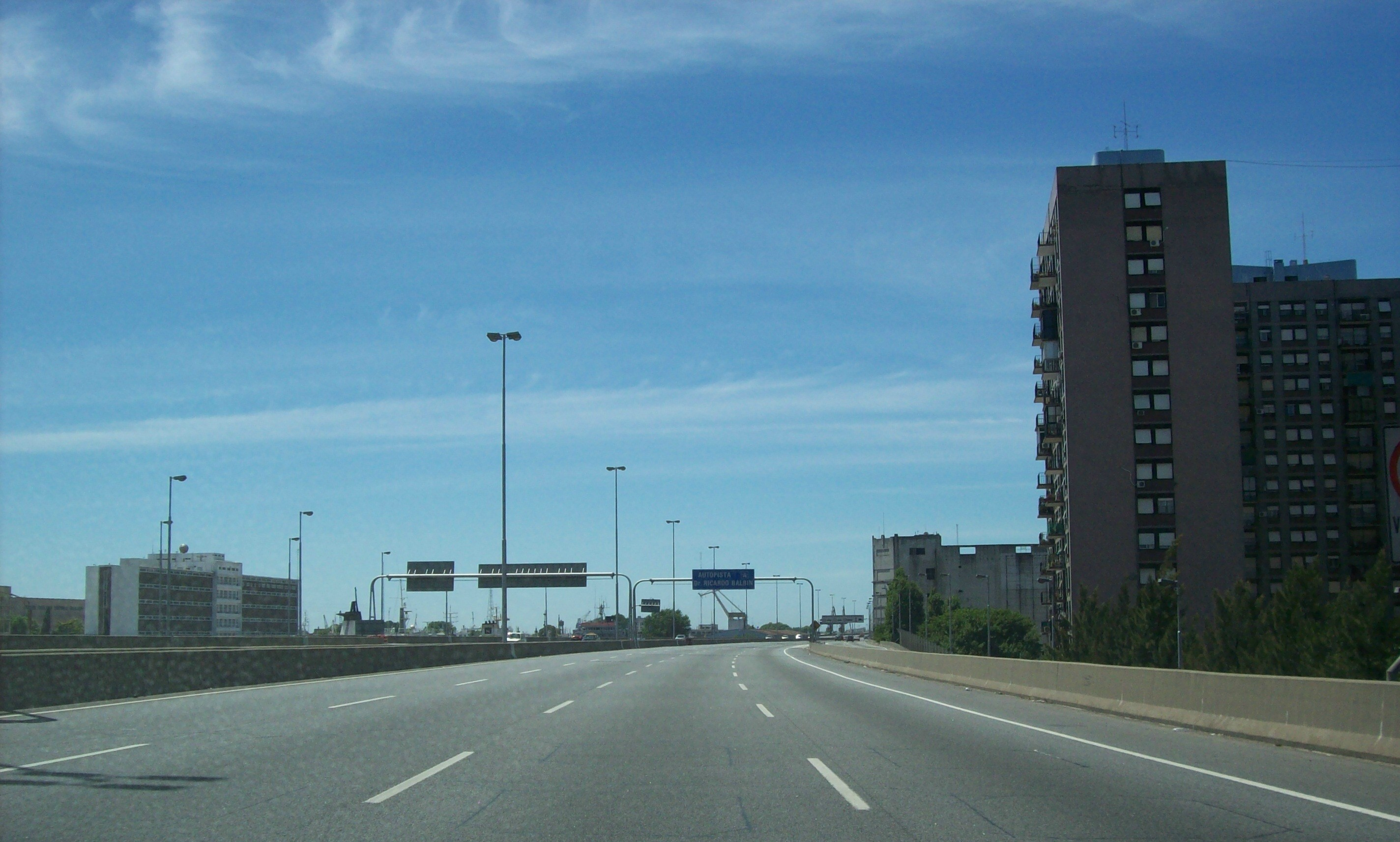
Autopista La Plata - Buenos Aires.

Fuera de la planta original de La Plata, en el partido de Ensenada a pocos kilómetros al noreste se encuentra el Puerto de La Plata, extendido hasta el Río de la Plata por el Río Santiago rectificado y canalizado. Tal puerto, aunque significó una gran inversión a finales de siglo XIX e inicios de siglo XX, se ha mantenido subutilizado. Las coordenadas de ubicación geográfica del Puerto La Plata, conforme al sistema de coordenadas WGS 84, son: 34º 52,00210’ de Latitud Sud y 57° 53,99408’ de Longitud Oeste; transformada en coordenadas Gauss Kruger (Faja 6) es: 6.141.791,43440 m Norte y 6.417.715,47260 m Este.
En las cercanías de la ciudad se encuentra el aeropuerto platense, utilizado para tareas estratégicas como comunicaciones y vuelos oficiales, ubicado a 7 km del centro de la ciudad, en Avenida 7 esquina 610 S/N.º (B1900) Barrio Aeropuerto, y sus coordenadas son latitud 34°58′28″ S y longitud 57°53′44″ O.

## Servicios públicos

#### Agua
El servicio de agua corriente y cloacas es administrado desde 2002 por Aguas Bonaerenses S.A. (ABSA).

#### Electricidad
El servicio eléctrico se encuentra desde el año 1992 a cargo de la empresa distribuidora EdeLaP S.A., empresa perteneciente a AES Corporation. AES se vanagloria de brindar su servicio en la primera ciudad de Sudamérica en contar con energía eléctrica e iluminación pública. El contrato de concesión se firmó mediante la promulgación de la Ley Nacional 2.065 de 1991.
El pico máximo histórico de demanda eléctrica se dio en el invierno de 2009, con 575 MW.

#### Gas
El servicio de gas natural es suministrado por Camuzzi Gas Pampeana S.A. Esta concesión fue adjudicada a la empresa en diciembre de 1992 como parte de la de la privatización de Gas del Estado y tiene una licencia de distribución exclusiva y renovable de 35 años para operar el sistema de distribución de gas natural.
Las acciones de la empresa se distribuyen entre Camuzzi Argentina S.A. (56,91%) y Sempra Energy (43,09%).

#### Telefonía
El servicio de telefonía pública lo brinda Telefónica de Argentina, filial del grupo español Telefónica en Argentina.
La telefonía celular es brindada por las principales empresas del país: Movistar, Personal y Claro, sumada la española Tuenti.

## Medios de comunicación

#### Gráfico
Son cinco los medios gráficos de mayor importancia, los diarios: El Día (fundado en 1884) -el cual edita a la vez a El Plata (desde 1998)-, Hoy (fundado en 1992), Diagonales (desde 2008, solo en formato digital actualmente) y Pregón (fundado en 1942).
Entre las revistas que se editan en la ciudad tienen mayor relevancia: La Tecla (información política provincial) y La Pulseada de la organización del Padre Cajade.

#### Audiovisual
La ciudad cuenta con dos emisoras de televisión de aire y dos más canales de cable. LS86 TV Canal 2 de La Plata, conocido como América TV, se encuentra licenciada en La Plata, aunque sus estudios principales están ubicados en la Ciudad de Buenos Aires y la planta transmisora en el Partido de Florencio Varela. Open Televisión (Canal 4) es el único canal abierto que realiza todas sus operaciones en La Plata, pero no es posible sintonizarlo fuera de la ciudad. Imagen Platense y Somos La Plata, Berisso y Ensenada son dos canales locales pertenecientes al único operador de cable de la ciudad (Cablevisión), que al igual que en otras ciudades del país trasmiten desde la ciudad de las diagonales, siendo accesibles exclusivamente por los aparatos conectados a la red de cable. Además de este operador, DirecTV también ofrece sus servicios en la ciudad.
Además está el canal Tv Universidad que emite programas universitarios y otros hechos por los mismos estudiantes, como hechos por periodistas y estudiantes de esta última carrera.

#### Radiofónico
La ciudad cuenta con una infinidad de radios FM y AM. La Plata es sede de LS11 Radio Provincia de Buenos Aires, perteneciente al Estado Bonaerense, cuya frecuencia de AM es 1270 kHz y de FM 97.1 MHz. Por su parte, se destaca LR11 Radio Universidad Nacional de La Plata, que transmite en las frecuencias de 1390 kHz en AM y 107.5 MHz en FM. La radio, perteneciente a la UNLP (Universidad Nacional de La Plata), fue la primera radio universitaria del mundo.
AM Rocha, que transmite en AM 1570 kHz es la primera y única emisora privada de amplitud modulada de la ciudad de La Plata, inicio sus transmisiones el 4 de junio de 1989. Posee una variada programación.
Entre las numerosas estaciones de radio FM que hay en La Plata, se destacan: FM 99.1 y FM La Redonda 100.3 (deportiva); Red 92, FM 92.1 y Radio Gol 101.3 (deportiva); FM Keops 90.1 MHz (Inaugurada el 27/10/1988); FM Cielo 103.5 MHz; Cadena Río FM 88.7; Gravity Radio 105.3 ( radio de música electrónica ), Classique 106.5 ( radio de clásicos ) , FM 87.9 MHz y 221 FM 103.1

#### Internet
En la ciudad se encuentran presentes los principales ISP del país, entre ellos Fibertel (por cable), Speedy, Arnet y los locales Cyberwave y Netverk, siendo estas últimas las empresas de este sector que tienen todos sus equipos técnicos instalados localmente. Tanto Speedy, como Arnet y Netverk, utilizan el sistema ADSL. Además, en un muy acotado espacio de la ciudad, se cuenta con el servicio de IPlan que cuenta con una red propia basada en tecnología IP.

## Deporte
El deporte más popular en la ciudad, al igual que en todo el país, es el fútbol. Entre los muchos clubes que lo practican en la ciudad, se destacan, en la Asociación del Fútbol Argentino los clubes Gimnasia y Esgrima La Plata ; y Estudiantes de La Plata, siendo el primero el decano del fútbol argentino, mientras que el otro es reconocido gracias a su tetracampeonato de América y su campeonato del mundo logrado ante el Manchester United. De estos equipos surgieron reconocidos jugadores como Guillermo y Gustavo Barros Schelotto, Francisco Varallo, Leandro Cufré, Hernán Cristante, Miguel Ángel Russo, Martín Palermo, Marcos Rojo, Juan Sebastián Verón y su padre, Juan Ramón Verón, entre otros.
La ciudad cuenta también con la Liga Amateur Platense de fútbol que nuclea a decenas de clubes de la región, tales como: La Plata Fútbol Club, Club Everton, Club Atlético Estrella de Berisso, Centro de la Comunidad Rural de Los Hornos, Asociación Coronel Brandsen, Asociación Nueva Alianza, Curuzú Cuatiá de Villa Elisa, entre otros.
A través de la Asociación Platense de Básquetbol, la ciudad cuenta con ligas y torneos para todos los niveles o categorías (Primera, Segunda de Ascenso, Sub-20, Juveniles, Cadetes, Infantiles y Pre-Infantiles), de las cuales participan los clubes: Gimnasia y Esgrima La Plata (reconocido mundialmente por sus logros y figuras), Estudiantes, Unión Vecinal, Centro Fomento de Los Hornos, Club Atenas, Universal, Centro de Fomento Meridiano V, Club Cultural y Deportivo Juventud, Asociación de Fomento Edilicio Mayo, entre otros.

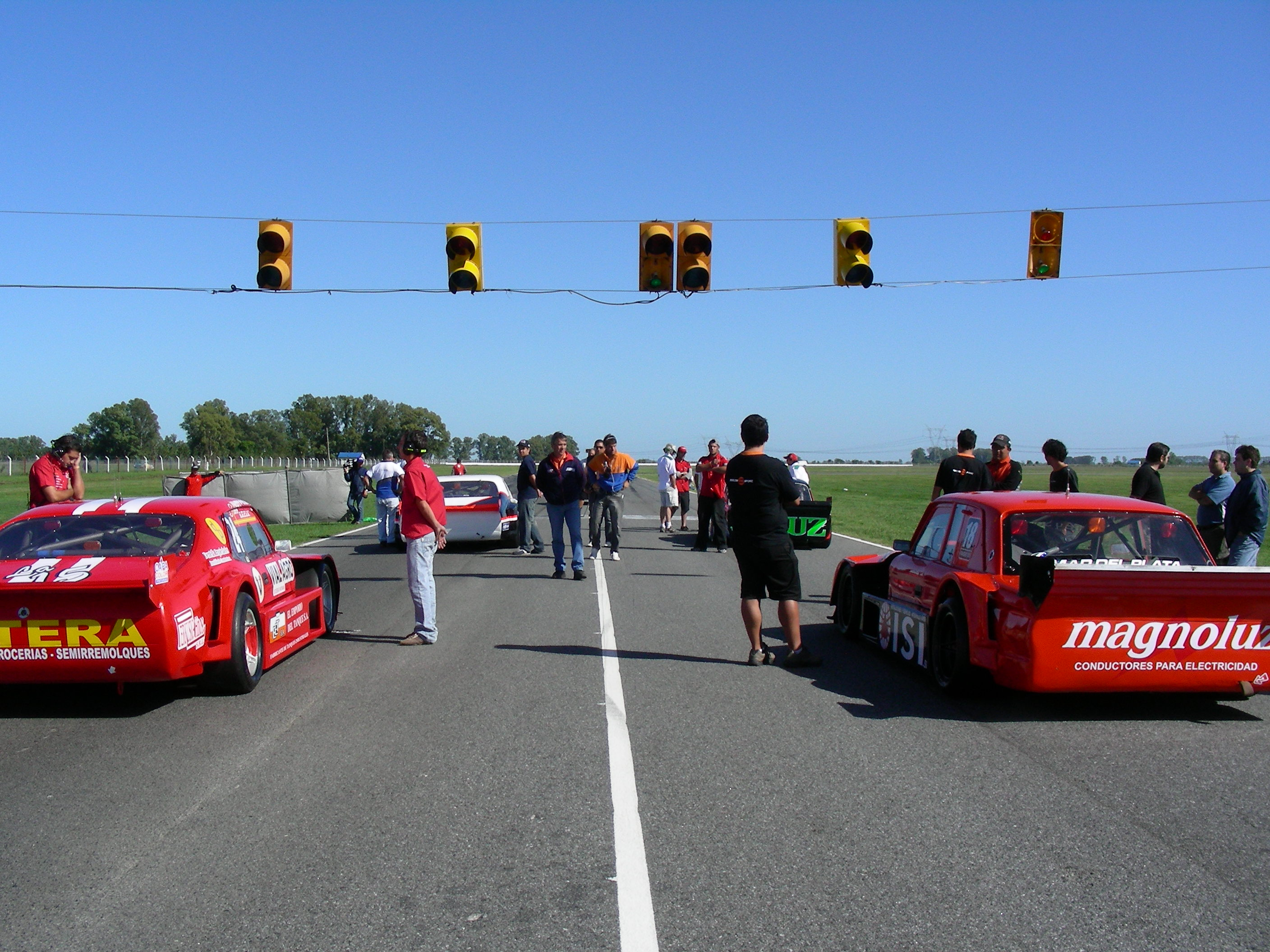
Grilla de largada. Final del TC.

El automovilismo también tiene su importancia en el partido platense de la mano del Turismo Carretera. Para esta competición cuenta con un autódromo denominado Roberto José Mouras en honor al histórico piloto de Chevrolet fallecido en Lobos en 1992. Otro dato referente al automovilismo en la ciudad tiene que ver con que el último piloto de Fórmula 1 argentino, fue el platense Gastón Mazzacane que luego de 21 carreras en la Fórmula 1 pasó a competir en el Champ Car y Top Race V6. El Autódromo Roberto Mouras, es además sede semipermanente de las categorías TC Mouras, TC Pista Mouras, Turismo 4000 Argentino, Copa Bora 1.8T y Fórmula Metropolitana, a la vez de recibir también las visitas de las categorías TC 2000, Súper TC 2000 y Top Race. Asimismo, en el año 2012 se llevó a cabo una edición de la popular carrera conocida como los 200 km de Buenos Aires, siendo la primera edición desarrollada por la categoría Súper TC 2000.
El rugby, por su parte, es una disciplina de amplia afición en la ciudad. Los clubes más representativos son La Plata Rugby Club, San Luis, Los Tilos, Universitario y Albatros.
Cabe destacar el tradicional asiento del turf en la ciudad. La Plata cuenta con un hipódromo, el tercero en orden de concurrencia y oferta de carreras en el país.
Por último, en vóley se destacan Gimnasia y Esgrima y Universitario, mientras que en hockey,Club San Luis, Santa Bárbara y Universitario.

## Sitios de interés turístico

### En el casco urbano
Los lugares turísticos más importantes se encuentran en el eje fundacional de la ciudad, ente las calles 51 y 53, siendo el centro de la ciudad la Plaza Moreno. Esta plaza separa dos grandes obras arquitectónicas de la ciudad: la Catedral Metropolitana de La Plata «Inmaculada Concepción» y el Palacio Municipal.
La ciudad de La Plata tiene varios monumentos y sitios históricos. Entre ellos se encuentran: la casa mayor del Banco Provincia de Buenos Aires, la Casa Curutchet, Casa de Gobierno Provincial, Casa Mariani - Teruggi, Centro Cultural Islas Malvinas, Circuito Cultural Meridiano V, Centro Cultural Pasaje Dardo Rocha, Iglesia San Benjamín, la Legislatura Provincial, Museo de Ciencias Naturales, la Quinta Oreste Santospago, el Rectorado de la UNLP, Museo Ferroviario de Tolosa, el Teatro Municipal Coliseo Podestá, el Anfiteatro Martín Fierro, el Estadio Ciudad de La Plata, el Parque Saavedra, la feria de artesanos en Plaza Italia, el Parque Ecológico Municipal, entre otros.

### Resto del partido
Un atractivo del partido platense es la llamada República de los Niños en la cual, se dice, se habría inspirado Walt Disney para edificar luego Disneylandia; existen videos que prueban que Walt, previamente a construir el parque, estuvo en la República de los Niños durante su visita a la Argentina.